# David Cross (musicus)
David Cross (Turnchapel, 23 april 1949) is een Brits musicus. Hij is vooral bekend geworden als violist en toetsenist bij King Crimson.
Cross speelde van 1972 tot 1974 bij King Crimson. Zijn spel op elektrische viool en de mellotron bepaalde in belangrijke mate het geluid op de albums Larks' Tongues in Aspic en Starless and Bible Black. Hij moest onder druk van bandleider Robert Fripp de band verlaten, het album Red was toen al opgenomen; hij wordt genoemd als gastmusicus. Ook aan het livealbum USA werkte hij (eerder opgenomen) nog mee. Hierna speelde Cross onder meer in de rocktheatergroep Ascend en speelde hij als gast op platen van andere bands. Sinds 1987 speelt hij in de band Radius waarmee hij sindsdien vijf albums uitbracht. Pas in 1989 verscheen een eerste soloalbum, Memos from Purgatory, een instrumentaal album waarop Cross zijn interesse in Arabische en andere oosterse muziek verwerkte. Met de andere muzikanten die aan dit album meewerkten werd in 1992 het album The Big Picture opgenomen. Dit album is, door de belangrijke compositorische bijdragen van de andere muzikanten, te beschouwen als een echt bandalbum. De muziek doet op veel momenten denken aan die van het oude King Crimson. Onder de naam The David Cross Band werd ook live opgetreden. Met dezelfde band werd in 1994 het derde album Testing to Destruction opgenomen, dat deels uit improvisaties bestaat en voor de rest de op het vorige album ingeslagen koers vervolgt. Op het vierde album Exiles uit 1998 was de band grotendeels vervangen en werkte Cross samen met gastmuzikanten als Robert Fripp, John Wetton en Peter Hammill. Het titelnummer is een nieuwe versie van het gelijknamige nummer van King Crimson. In 1999 richtte Cross zijn eigen platenmaatschappij Noisy Records op. In 2005 verscheen Closer Than Skin. Op dit album werkte Cross onder meer samen met oud-King Crimson tekstschrijver Richard Palmer-James.

## Discografie

### Solo
- 1989: Memos from purgatory
- 1992: The big picture
  - Personeel: David Cross (viool), Dan Maurer (drumstel, percussie), Sheila Maloney (toetsen), John Dillon (basgitaar, zang) met Pete McPhail (saxofoon)
  - Opnamen: februari 1992, Amy’s Shack, Cranborne, Dorset
  - Tracks: 1: Nurse insane (4:55), 2: Christine (6:05), 3: Inc (4:10), 4: Dustbins (3:55), 5: Minaret (7:43), 6: Black ice (6:52), 7: Brake (3:44), 8: Sundays (5:42), 9: Grinfixer, 10: Holly and barbed wire (4:35) (5, 8 en 10 instrumentaal)
- 1994: Testing to destruction
  - Personeel: David Cross (viiol), John Dillon (basgitaar), Sheila Maloney (toetsen), Paul Clark (gitaar), Dan Maurer (drumstel)
  - Opnamen: februari-mei 1994 in GWBB Studios, Lancaster Gate, Londen en oktober 1993 in Flöz Club, Berlijn (Testing, Frisco, Swing arm en Cycle logical)
  - Tracks: 1: Learning curve (6:32), 2: Calamity (8:50), 3: Welcome to Frisco (6:48), 4: The affable Mister G. (4:14), 5: The swing arm disconnects (7:15), 6: Tripwire (4:42), 7: Cycle logical (3:43), 8: Testing to destruction (1:54), 9: Abo (12:24)
  - Distributie Red Hot Records (CD 107), in Duitsland kreeg het catalogus IOMCD 001 van InsideOut Music
- 1998: Exiles
- 2005: Closer than skin
- 2006: Ends meeting (met Andrew Booker; uitgegeven in 2019), ambientmuziek met Booker uit Sanguine Hum en  Peter Banks' Harmony of Diversity (IO Pages 156, april 2019).
- 2007: Unbounded
- 2009: Alive in the Underworld (David Cross Band)
- 2015: Starless starlight (met Robert Fripp)
- 2016: Sign of the crow (David Cross Band)
- 2018: Another day (met David Jackson)
- 2020: Crossover (met Peter Banks)
- 2023: Ice blue, silver sky

### Radius
- 1988: Sightseeing
- 1989: Elevations
- 1990: Arc measuring
- 1994: There is no peace
- 2000: Civilizations

- Bibliothèque nationale de France: cb14049403v (data)
- Gemeinsame Normdatei: 134650093
- MusicBrainz: fc183d05-8ef9-4e41-8e22-f815fd3800ea
- Virtual International Authority File: 164249946